# Shigeo Mito
Shigeo Mito est un luthiste, théorbiste et vihuelista japonais. 
Né à Osaka, il est venu en Europe en 1980 pour étudier à l'Estatal Conservatorio Superior de Musica Oscar Espla Alicante et Real Conservatorio Superior de Música de Madrid. Étudia ensuite avec José Miguel Moreno, Hopkinson Smith et Jordi Savall. Après son retour au Japon, il détient de nombreux récitals et a des ateliers pour luth et vihuela. 

## Œuvres
- L'instruction de luth Renaissance, 1992
- L'instruction de luth Baroque 1 & 2, 1993
- J. S. Bach Œuvres pour luth, 2001
- Suite pour luth BWV1007

## Surveillance
- E.G. Baron Historisch-theoretische und practische Untersuchung des Instruments der Lauten, Nürnberg 1727."リュート　神々の楽器" traduction en japonais par Homare Kikuchi, 2009  (ISBN 9784924541900)
- V. Galilei Fronimo "フロニモ" traduction japonaise par Homare Kikuchi, 2009  (ISBN 9784924541917)

## Enregistrements
- J. S. Bach S. L. Weiss Œuvres pour luth
- O Gloriosa Domina (musique pour Vihuela I)
- La Rêveuse
- Let's travel around Europe by Lute Music Part 1 L'ère de la Renaissance.
- Let's travel around Europe by Lute Music Part 2 L'ère baroque.
- Endechas Si los delfines mueren de amores (musique pour Vihuela II)